# Estadio Cachamay
Estadio Cachamay är en multiarena i Puerto Ordaz, Venezuela, som främst används vid fotbollsevenemang. Arenan utgör en del av idrottskomplexet Centro Total de Entretenimiento Cachamay, vilket gör att arenan även kallas Estadio CTE Cachamay eller Polideportivo Cachamay i folkmun. Arenan invigdes 1990, efter två års byggnation. Sedan renoveringen och utbyggnaden av hela idrottskomplexet, som pågick från 2006 till 2007, rymmer arenan 41 600 sittande åskådare.